# Zicral
Zicral, även aluminium 7075 eller aluminiumlegering 7075, är en aluminiumlegering med zink som främsta legeringsämne. Den är stark, med en styrka jämförbar med många stål, och har bra utmattningshållfasthet och genomsnittlig skärbarhet, men har mindre motstånd mot korrosion än många andra aluminiumlegeringar. Dess relativt höga kostnader begränsar dess användning till applikationer där billigare legeringar inte är lämpliga, såsom flygplan och utrustning för bergsbestigning.
Legeringen utvecklades 1936 av japanska Sumitomo Metal och användes i kroppen till jaktflygplanet A6M Zero. Efter andra världskriget lanserades den av Alcoa som hade analyserat vrakrester av planen.
Legeringens sammansättning är 5,1-6,1 procent zink, 2,1-2,9 procent magnesium, 1,2-2,0 procent koppar, och mindre än en halv procent av kisel, järn, mangan, titan, krom och andra metaller. Den tillverkas i flera kvaliteter med olika värmetålighet.